# Großes Fenster
Das Große Fenster ist der Name einer Badebucht mit Strand an der Havel in Berlin.

## Lage

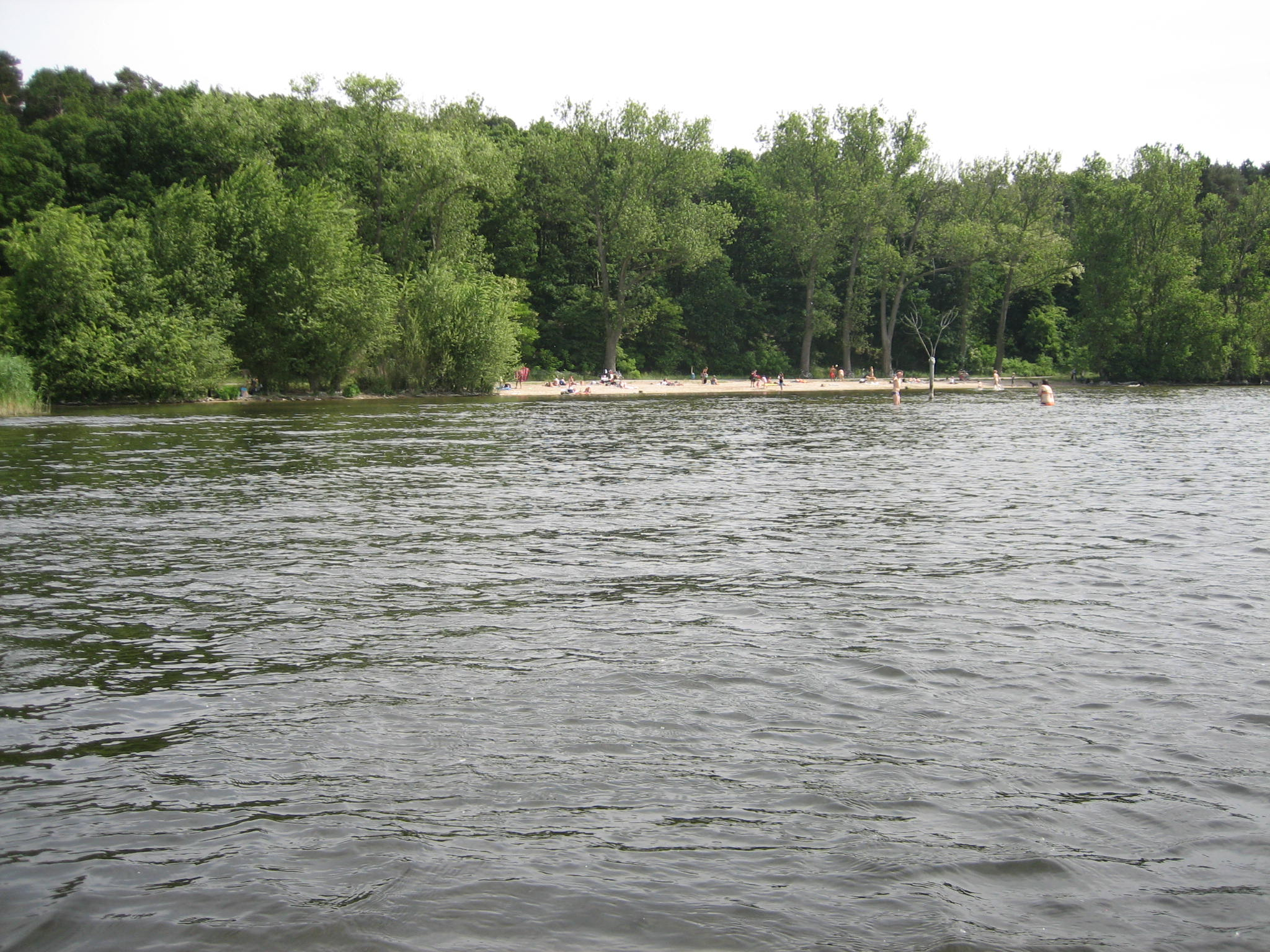
Badestelle Große Steinlanke

Das Große Fenster befindet sich im Uferknick in der Großen Steinlanke kurz vor der Insel Schwanenwerder am südlichen Teil der Havelchaussee. Die Havel hat an dieser Stelle die breiteste Ausdehnung und an dieser Stelle ist ein Ausblick bis nach Berlin-Wilhelmstadt möglich.

## Beschaffenheit
Die Große Steinlanke ist eine EU-Badestelle an der Havel.  Die Badestelle  hat ihren eigenen Parkplatz und eine eigene Bushaltestelle (Bus 218 – „Großes Fenster“).
Am Großen Fenster befindet sich eine von 26 Wasserrettungsstationen der DLRG Berlin. Weiter südlich befinden sich noch die Wassersportgemeinschaft am Großen Fenster e. V. Berlin und die Segelschule Hering.